# داستان‌های پایان هفته: ایمان سست
داستان‌های پایان هفته: ایمان سست (لهستانی: Opowieści weekendowe: Słaba wiara) یک تله‌فیلم دلهره‌آور روان‌شناختی لهستانی به کارگردانی کشیشتف زانوسی است که در سال ۱۹۹۶ ساخته و در سال ۱۹۹۷ منتشر شد.

## گزیدهٔ بازیگران
- دوروتا سگدا
- ماچئی اوروئوش
- استانیسواوا تسلینسکا
- ائوگنیا هرمان
- ماوگوژاتا پریتولاک
- مارِک کُندرات
- سزاری ژاک